# EMMA (NEWSの曲)
『EMMA』（エマ）は、日本の男性アイドルグループであるNEWSのメジャー通算21枚目となるシングル。2017年2月8日にジャニーズ・エンタテイメントからリリース。

## 概要
- 前作「恋を知らない君へ」から約7ヶ月振りのリリース。

- 2017年唯一のシングルリリース。

- 初回盤A・B、通常盤の3形態での発売。

- 表題曲は、メンバーの加藤シゲアキ出演 フジテレビ系木曜劇場『嫌われる勇気』のオープニングテーマである[1]。また、ドラマタイアップは2016年に発売された19thシングル「ヒカリノシズク」から3作品連続であり、3作品とも加藤が出演している。

- 全形態には、「Snow Dance」を共通のカップリングとして収録。

- 初回盤AのDVDには、表題曲のMusic Clip & Makingを収録。

- 初回盤BのCDには、過去に自身がリリースした楽曲を4人で再録したものを収録するという『Represent NEWS Project』の第1弾として、12thシングル「さくらガール」と、2005年発売のデビュー・アルバム『touch』に収録されている「I・ZA・NA・I・ZU・KI」を「Represent NEWS Mix」として再録。

- 通常盤には、「スノードロップ」のカップリング1曲と、オリジナル・カラオケ３曲を収録。

## その他
- メンバーの手越祐也は、この楽曲にちなんで飼い犬に「エマ」と名付けた。

## 先着購入特典

### 初回盤A
- クリアファイルA (A4サイズ)

### 初回盤B
- クリアファイルB (A4サイズ)

### 初回盤C
- クリアファイルC (A4サイズ)

## 封入特典

### 初回盤A
- 2面4Pジャケット

### 初回盤B
- 12Pブックレット

### 通常盤
- 3面6Pジャケット

## 収録曲

### CD

#### 通常盤
1. EMMA [3:49]
作詞：Hacchin' Maya・ヒロイズム、作曲：ヒロイズム、編曲：CHOKKAKU
  - 加藤シゲアキ出演 フジテレビ系木曜劇場『嫌われる勇気』オープニングテーマ
2. Snow Dance
作詞・作曲：ヒロイズム、編曲：ヒロイズム・NAOKI-T
3. スノードロップ [3:58]
作詞：モリノミモザ、作曲：take4、編曲：中西亮輔
4. EMMA（オリジナル・カラオケ）
5. Snow Dance（オリジナル・カラオケ）
6. スノードロップ（オリジナル・カラオケ）

#### 初回盤A/B
※Represent NEWS Mixは初回盤Bのみ収録。
1. EMMA
2. Snow Dance
3. さくらガール -Represent NEWS Mix- [4:53]
作詞：ヒロイズム・Hacchin' Maya、作曲：ヒロイズム
  - 12thシングルの再録バージョン
4. I・ZA・NA・I・ZU・KI -Represent NEWS Mix- [4:02]
作詞：近藤ナツコ、作曲：ジョーイ・カルボーン、David Kater、Jay Condiotti
  - 1stアルバム「touch」収録曲の再録バージョン

### DVD
※初回盤Aのみ
1. 「EMMA」 Music Clip & Making

## 映像作品
EMMA
- NEWS LIVE TOUR 2017 NEVERLAND
- NEWS ARENA TOUR 2018 EPCOTIA
- NEWS DOME TOUR 2018-2019 EPCOTIA -ENCORE-
- NEWS LIVE TOUR 2019 WORLDISTA

Snow Dance
- NEWS LIVE TOUR 2017 NEVERLAND

スノードロップ
- NEWS LIVE TOUR 2017 NEVERLAND